# Connaught Type C
Der Connaught Type C war ein Formel-1-Rennwagen, der 1959 bei lediglich einem Rennen zum Einsatz kam.

## Entwicklungsgeschichte und Technik

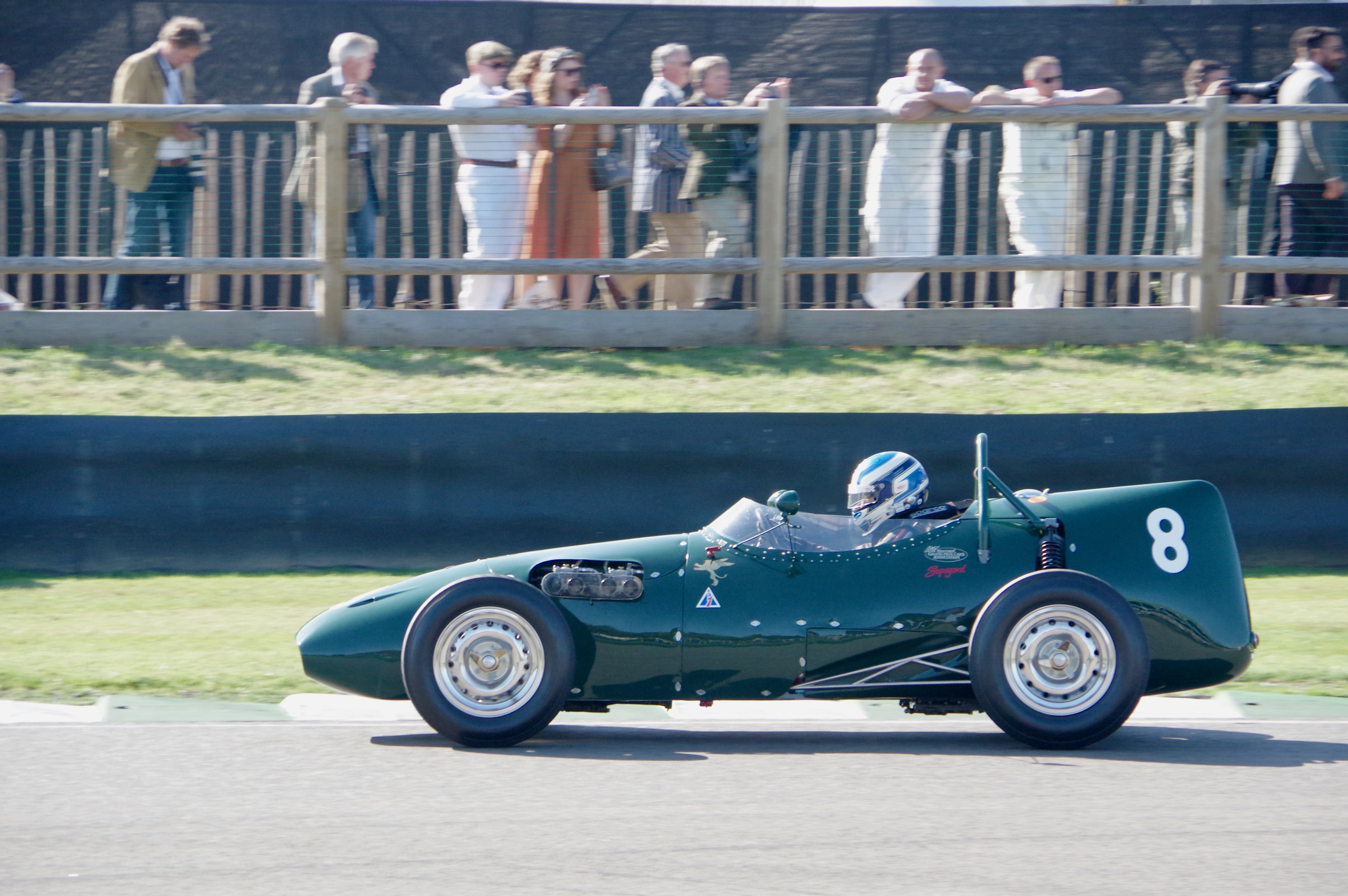
Connaught Type C 2019 beim historischen Meeting in Goodwood

Bevor der C-Type bei Connaught die Rennreife erreichte, zwangen fehlende finanzielle Mittel das britische Team zur Aufgabe. Der britische Rennfahrer Paul Emery übernahm das halbfertige Fahrzeug und stellte es fertig.
Der C-Typ war ein leichter Wagen aus einem Gitterrohrrahmen, überarbeiteter De-Dion-Achse und hinten innenliegenden Bremsen. Die Front-Aufhängung und den Alta-Motor übernahm Emery vom B-Type. Auch die Karosserie wurde vom Vorgängermodell übernommen.

## Renngeschichte
Der Wagen hatte beim Großer Preis der USA 1959 in Sebring seinen ersten und einzigen Grand-Prix-Einsatz. Der hoffnungslos unterlegene Bolide wurde vom US-Amerikaner Bob Said gefahren, der den C-Type nach 13 Runden nach einem Unfall abstellen musste.
Der Wagen wurde überarbeitet, bekam einen aufgeladenen Offenhauser-Motor und war 1962 in Indianapolis bei der Vorqualifikation zu sehen. Emery konnte den Wagen aber nicht qualifizieren. Das Fahrzeug nimmt heute noch an europäischen Rennveranstaltungen für historische Rennfahrzeuge teil.